# Verbond van Verzekeraars
Het Verbond van Verzekeraars is een belangenvereniging van particuliere verzekeraars op de Nederlandse markt.

## Organisatie
De leden van het Verbond vertegenwoordigen samen meer dan 95 procent van de verzekeringsmarkt. Het Verbond is een onafhankelijke vereniging die wordt bestuurd en betaald door de leden. Lidmaatschap is voor verzekeraars niet verplicht, het Verbond van Verzekeraars is geen publiekrechtelijke organisatie.

## Doelstellingen
Het Verbond van Verzekeraars is gesprekspartner voor de politiek, de overheid en andere organisaties. Zo heeft het Verbond in de juridische afwikkeling van de zogeheten Woekerpolisaffaire een rol gespeeld. Namens de aangesloten verzekeraars onderhoudt de vereniging contacten met nationale en Europese politici en bewindslieden, met buitenlandse zusterorganisaties en met andere brancheorganisaties en belangenbehartigers zoals de Consumentenbond, vakbonden en werkgeversorganisaties. 
Daarnaast probeert de belangenvereniging de naam van het verzekeringsbedrijf in Nederland te bewaken en het beleid van de verzekeraars in de media te verwoorden. In Nederland melden alle verzekeraars geconstateerde gevallen van verzekeringsfraude aan het Verbond; die meldingen worden direct doorgestuurd aan het fraudemeldpunt van het Ministerie van Justitie. 
Bij een inboedelverzekering wordt door het verbond elk jaar een inboedelwaardemeter opgesteld, die door de meeste verzekeraars als leidraad wordt gebruikt. Voor de herbouwwaardemeter van de opstalverzekering wordt dezelfde methode gevolgd. 
Ten slotte is de vereniging een van de initiatiefnemers van de Meld Misdaad Anoniem-telefoonlijn.

## Centrum voor Verzekeringsstatistiek
Het Centrum voor Verzekeringsstatistiek (CVS) is het statistiek- en onderzoeksbureau van het Verbond van Verzekeraars. Het CVS verzamelt, bewerkt en analyseert data van, over en voor de verzekeringssector. De statistieken bij het CVS worden ingedeeld in drie categorieën:
- Risicostatistieken
- Comptabele enquêtes
- Overige statistieken